# Toussaint Maizières
Toussaint Maizières est un homme politique français né en 1747 à Fontette (Aube) et mort le 31 juillet 1829 à Bar-sur-Seine (Aube).
Juge de paix du canton de Bar-sur-Seine au début de la Révolution, il est député de l'Aube de 1791 à 1792, siégeant avec les constitutionnels. Il est ensuite agent forestier, sous l'Empire, et fonde une école, basée sur la méthode Laucaster, à Bar-sur-Seine.

## Sources
- « Toussaint Maizières », dans Adolphe Robert et Gaston Cougny, Dictionnaire des parlementaires français, Edgar Bourloton, 1889-1891 [détail de l’édition]